# Waltershausengletsjer
De Waltershausengletsjer is een grote gletsjer in Nationaal park Noordoost-Groenland in het oosten van Groenland.
De gletsjer is vernoemd naar Wolfgang Sartorius von Waltershausen.

## Geografie
De gletsjer mondt in het zuidoosten uit in het Nordfjord. Hij is noordwest-zuidoost georiënteerd en heeft een lengte van meer dan 100 kilometer. Op het smalste punt is de gletsjer meer dan negen kilometer.
In het zuiden en westen van de gletsjer ligt het Strindbergland en in het noordoosten het Ole Rømerland.
Vlak bij de Waltershausengletsjer ligt de Søgletsjer. Het noordwestelijk deel van de gletsjer ligt ten oosten van de Eyvind Fjeldgletsjer en ten noordoosten van de Nunatakgletsjer. Vanuit de Korsgletsjer gaat er een stroom naar de Waltershausengletsjer.